# Marian Rojek

Bischofswappen von Marian Rojek

Marian Rojek (* 9. April 1955 in Rzeszów) ist ein polnischer römisch-katholischer Geistlicher und Bischof von Zamość-Lubaczów.

## Leben
Marian Rojek wurde als Sohn einer Arbeiterfamilie in Rzeszów geboren und besuchte die dortige Grundschule. Im Juni 1974 erlangte er am Stanisław-Konarski-Gymnasium in Rzeszów das Abitur. Anschließend studierte er Philosophie und Katholische Theologie am Priesterseminar in Przemyśl. Daneben leistete er von 1974 bis 1976 Wehrdienst in Bartoszyce. 1981 erwarb er an der Katholischen Universität Lublin mit der von Stefan Moskwa und Celestyn Napiórkowski OFMConv betreuten Arbeit Chrystologiczny wymiar śmierci człowieka w polskim piśmiennictwie posoborowym („Die christologische Dimension des menschlichen Todes in der polnischen nachkonziliaren Literatur“) einen Magister Theologiae. Am 7. Juni 1981 empfing er in der Kathedrale von Przemyśl durch den Bischof von Przemyśl, Ignacy Tokarczuk, das Sakrament der Priesterweihe für das Bistum Przemyśl.
Rojek war nach der Priesterweihe zunächst als Pfarrvikar der Pfarrei Verklärung Christi in Brzozów tätig. 1982 wurde er für weiterführende Studien nach Rom entsandt, wo er 1987 an der Päpstlichen Universität Gregoriana mit der Arbeit L’eucaristia fa la chiesa. La relazione tra la chiesa e l’eucaristia nel contesto dottrinale dell’enciclica „Mysterium fidei“ di Paolo VI („Die Eucharistie stiftet die Kirche. Die Beziehung zwischen der Kirche und der Eucharistie im lehrmäßigen Kontext der Enzyklika ‚Mysterium fidei‘ von Paul VI.“) zum Doktor der Theologie promoviert wurde. Nach der Rückkehr in seine Heimat wirkte Rojek von 1987 bis 1993 als Präfekt und anschließend als Subregens am Priesterseminar in Przemyśl, an dem er auch Dogmatik lehrte. Zudem war er einige Jahre Dozent am Priesterseminar in Sandomierz. Am 22. Oktober 2000 verlieh ihm Papst Johannes Paul II. den Ehrentitel Päpstlicher Ehrenkaplan. Ab 2001 fungierte Rojek als Regens des Priesterseminars in Przemyśl. 2005 wurde er zusätzlich Domherr an der Kathedrale von Przemyśl.
Papst Benedikt XVI. ernannte ihn am 21. Dezember 2005 zum Titularbischof von Tisedi und bestellte ihn zum Weihbischof in Przemyśl. Die Bischofsweihe spendete ihm der Erzbischof von Przemyśl, Józef Michalik, am 2. Februar 2006 in der Kathedrale von Przemyśl; Mitkonsekratoren waren Jan Ozga, Bischof von Doumé-Abong’ Mbang, und Kazimierz Górny, Bischof von Rzeszów. Rojek wählte den Wahlspruch Eucharistia Panis Vitae („Die Eucharistie, das Brot des Lebens“).
Am 30. Juni 2012 bestellte ihn Benedikt XVI. zum Bischof von Zamość-Lubaczów. Die Amtseinführung fand am 11. August desselben Jahres statt. 2023 erhielt Rojek den Orden Milito Pro Christo.
In der Polnischen Bischofskonferenz fungiert Rojek zudem als Präsident der Arbeitsgruppe für die Kontakte zur ukrainischen griechisch-katholischen Kirche und der Arbeitsgruppe für die ökumenischen Beziehungen zu den orthodoxen Kirchen. Ferner gehört er der Arbeitsgruppe für die Organisation der Hilfe für die Kirche im Osten an.

## Wappen
Das Wappen von Marian Rojek zeigt im oberen Teil das Symbol der Eucharistie, die für Rojek eine zentrale Rolle spielt und die ein zentrales Thema in seiner wissenschaftlichen Forschung war. Ferner nimmt er damit Bezug auf das Jahr der Eucharistie, in dem er zum Bischof geweiht wurde. Das Kreuz im unteren linken Teil des Wappens ist ein Verweis auf das Wappen von Rojeks Geburtsstadt Rzeszów. Der untere rechte Teil des Wappens zeigt ein marianisches Anagramm und steht für die Hingabe an die Gottesmutter Maria.

## Schriften (Auswahl)
- L’eucaristia fa la chiesa. La relazione tra la chiesa e l’eucaristia nel contesto dottrinale dell’enciclica „Mysterium fidei“ di Paolo VI. Pontificia Università Gregoriana, Rom 1987, OCLC 1112734354.
- Tajemnica Eucharystii wciąż żywa w Kościele. In: Resovia Sacra. Band 2, 1995, OCLC 998661017, S. 15–29 (muzhp.pl [PDF; 1,1 MB]).
- Ecclesia semper reformanda. In: Resovia Sacra. Band 3, 1996, OCLC 998665463, S. 25–37 (muzhp.pl [PDF; 934 kB]).
- Teologiczno-duszpasterskie aspekty jubileuszowego pielgrzymowania do miejsc Bożej łaski. In: Studia Sandomierskie. Band 7, 1997, OCLC 922506782, S. 90–108.
- Katechizm Kościoła Katolickiego mówi o Szatanie. In: Resovia Sacra. Band 5, 1998, OCLC 998751495, S. 69–83 (muzhp.pl [PDF; 996 kB]).
- Obraz Boga Ojca w tekstach katechizmu Kościoła katolickiego. In: Resovia Sacra. Band 6, 1999, OCLC 995426480, S. 163–189 (muzhp.pl [PDF; 1,2 MB]).
- Aniołowie w Katechizmie Kościoła Katolickiego. In: Premislia Christiana. Band 8, 1999, OCLC 995425073, S. 237–259.
- Złe duchy i ich działanie. In: Studia Sandomierskie. Band 8, 2001, OCLC 922506226, S. 251–267.
- Pielgrzymowanie do miejsc Bożej łaski w perspektywie Wielkiego Jubileuszu. In: Premislia Christiana. Band 9, 2001, OCLC 998655665, S. 231–256.
- Kult Najświętszej Eucharystii w świetle „Mysterium fidei“. In: Dariusz Dziadosz (Hrsg.): Eucharystia drogą do wieczności. Świętej pamięci Księdzu Profesorowi Stanisławowi Potockiemu. Wydaw. Archidiecezji Przemyskiej, Przemyśl 2005, ISBN 978-83-8852292-5, S. 312–332.